# Provincia de Nasca
La provincia de Nazca o Nasca (variante introducida recientemente) es una de las cinco que conforman el departamento de Ica en el sur del Perú. 
Limita por el norte con las provincias de Ica y Palpa, por el este con el departamento de Ayacucho, por el sur con el departamento de Arequipa y por el oeste con el océano Pacífico.

## Historia
Fue creada el 23 de enero de 1941 por Ley 9300, donde inicialmente solo estaba conformada por 2 distritos: El Ingenio y Nasca. Posteriormente, se crean los distritos de Changuillo (1945) y Marcona (1955). Finalmente, en 1984, se crea el joven distrito de Vista Alegre en la parte sur de la ciudad de Nasca, Es la segunda provincia del departamento en extensión geográfica. En el territorio de esta región, está el atractivo turístico de las famosas líneas de Nasca y geoglifos de pampas de Jumana, que son visibles solo desde el aire.

## División política
La provincia de Nasca se divide en cinco distritos:
- Nasca
- Changuillo
- El Ingenio
- Marcona
- Vista Alegre

## Geografía
La geografía de la provincia de Nasca se caracteriza por la presencia de valles y ríos (río Ingenio —Changuillo—, Aja, Socos, Tierras Blancas, Taruga, Trancas y Poroma), todos afluentes de la cuenca del río Grande. Hay enormes pampas y cerros propios del desierto costero, destacando la pampa de San José, donde se encuentran los famosos geoglifos o líneas de Nasca. Al este de la provincia se pueden apreciar quebradas que dan inicio a las primeras estribaciones andinas. En accidentes costeros, destacan la ensenada de San Fernando y las bahías de San Nicolás y San Juan en el extremo sur de la provincia.

## Capital
La capital de la provincia es la ciudad de Nasca.

## Autoridades

### Regionales
- Consejero regional
  - 2019-2022:[3] Jorge Luis Navarro Oropeza (Movimiento Regional Obras por la Modernidad)

### Municipales
- 2019-2022[3]
  - Alcalde: Julio Óscar Elías Lucana, del Movimiento Regional Obras por la Modernidad.
  - Regidores:

  1. Wilber Huanca Portillo (Movimiento Regional Obras por la Modernidad)
  2. Nills Huamantumba Velásquez (Movimiento Regional Obras por la Modernidad)
  3. David Alejandro Copello Zeballos (Movimiento Regional Obras por la Modernidad)
  4. Ana Elizabeth Espinoza Munárriz (Movimiento Regional Obras por la Modernidad)
  5. María Luisa Fuentes Consiglieri (Movimiento Regional Obras por la Modernidad)
  6. Jhonatan Joel Rosales Sánchez (Movimiento Regional Obras por la Modernidad)
  7. María Elena Román Rejas (Unidos por la Región)
  8. Lupe Diana Cotaquispe Villena (Unidos por la Región)
  9. Juan Manuel Guillén Jáuregui (Avanza País - Partido de Integración Social)

## Transporte

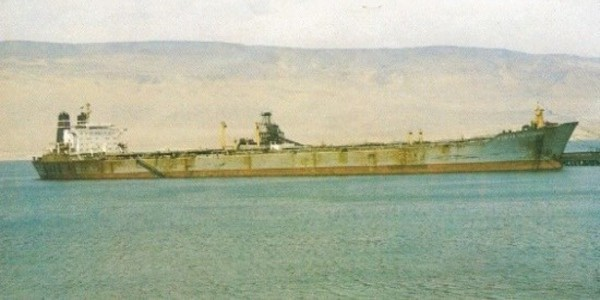
Puerto de San Nicolás (Marcona), futuro megapuerto del Pacífico sudamericano

La provincia de Nasca tiene acceso a la carretera Panamericana sur (km 443, ciudad de Nasca) y a la carretera Interoceánica, que comunica la sierra y selva del sur del Perú, llegando hasta Brasil y Bolivia.
- Puertos marítimos

Puerto San Juan y San Nicolás (Marcona), donde barcos de gran tonelaje recogen el mineral de hierro.
- Aeropuertos

Aeropuerto María Reiche de Nasca (Vista Alegre) y aeropuerto de Marcona.

## Ecología
Se encuentran la reserva de Punta San Juan y la ensenada de San Fernando; el primero refugio natural de la colonia más numerosa de pingüinos de Humboldt en el Perú y lobos marinos. San Fernando es un lugar donde se dan cita una gran variedad de aves guaneras, lobos de mar, pingüinos y nutrias. Destaca la presencia del cóndor andino y el guanaco, único lugar de costa peruana a donde llega estas especies. Ambas reservas se encuentran en el distrito de Marcona.

## Atractivos turísticos

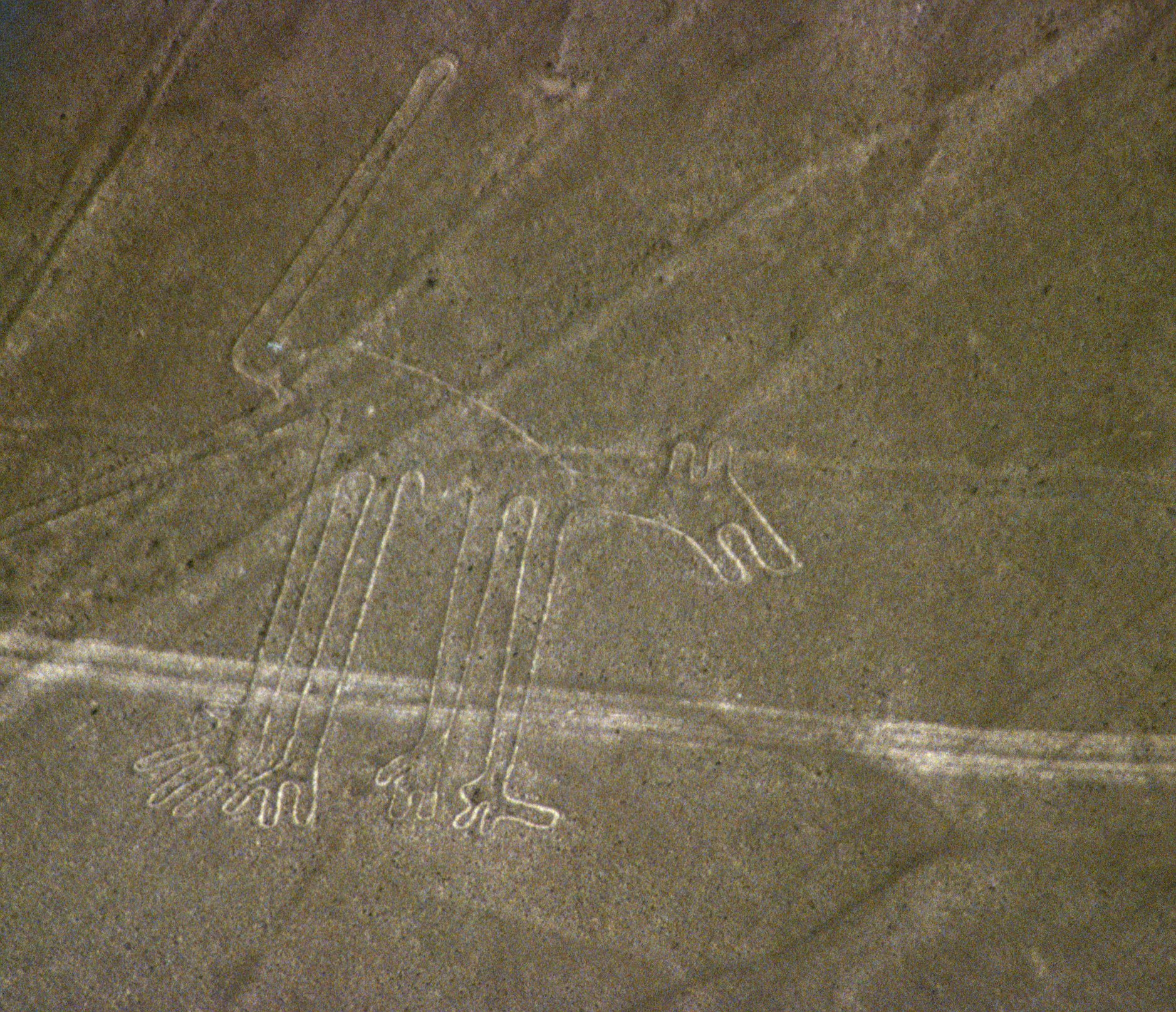
Figura del perro

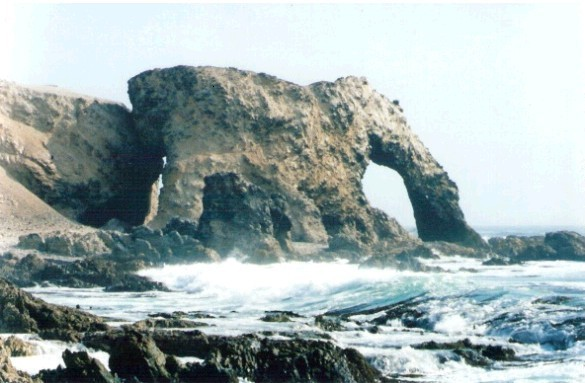
El Elefante de Marcona. Muy cerca en 1855, naufragó el BAP Rímac.

- Líneas de Nasca: Ubicadas en la pampa de San José y sobre una extensión de 50 km, los geoglifos representan figuras de animales y plantas, algunas de estas figuras pueden llegar a medir hasta 300 m de longitud y ocupar una superficie de 1000 m².
- Cahuachi: Ciudadela y centro ceremonial de los antiguos nascas, hay dos pirámides escalonadas de adobe, muy cerca está el lugar conocido como Estaqueria, donde se conserva estacas de algarrobo.
- Cementerio de Chauchilla: Ubicado a 10 km al sur de la ciudad de Nasca, contiene cerámica y momias preincas.
- Reserva de Punta San Juan: Situada en Marcona, se puede apreciar la colonia más grande de pingüinos de Humboldt, diferentes aves guaneras y lobos de mar. Excelente zona marina.
- Museo Municipal de Nasca: Ubicado en la plaza de armas, contiene colección de cerámicas, textilería y utensilios pertenecientes a la cultura nazca.
- Cerro Blanco: Situado al este de la ciudad de Nasca, la duna más grande del Perú; ideal para la práctica de deportes de aventura como el sandboard y el parapente.
- Playas de Marcona: Destacan playa Hermosa, Los Leones, La Lobera, solo por mencionar algunas, ideales para el campamento y el ecoturismo, todas estas playas se encuentran en Marcona.